# Diocesi di Fuerteventura
La diocesi di Fuerteventura (in latino Dioecesis Fortisventurae) è una sede soppressa e sede titolare della Chiesa cattolica.

## Storia
La diocesi di Fuerteventura fu eretta il 20 novembre 1424 con la bolla Illius coelestis di papa Martino V, ricavandone il territorio dalla diocesi di Rubicón (oggi diocesi delle Isole Canarie). Sede episcopale era la città di Betancuria sull'isola di Fuerteventura, dove fu eretta a cattedrale la chiesa di Santa Maria. La diocesi, suffraganea dell'arcidiocesi di Siviglia, estendeva la sua giurisdizione su tutto l'arcipelago delle isole Canarie, ad eccezione dell'isola di Lanzarote, che era di competenza della diocesi di Rubicón.
L'origine di questa diocesi è legata agli eventi dello scisma d'Occidente (1378-1417); infatti Mendo de Viedma, vescovo di Rubicón, non aveva riconosciuto il pontificato di papa Martino V in quanto era un sostenitore dell'antipapa Benedetto XIII. La sede di Fuerteventura fu istituita come sede "cattolica", in comunione con i legittimi papi di Roma.
La diocesi di Fuerteventura ebbe tuttavia vita breve. Infatti prima di morire (1431) il vescovo Mendo de Viedma si riconciliò con Martino V, e al suo successore, Fernando de Talmonte, fu data giurisdizione su tutto l'arcipelago, annullando de facto l'erezione della diocesi di Fuerteventura. L'unico vescovo nominato per questa sede, Martín de la Casas, fu trasferito nel 1433 a Malaga.
Dal 1969 Fuerteventura è annoverata tra le sedi vescovili titolari della Chiesa cattolica; la sede è vacante dall'8 dicembre 2024.

## Cronotassi

### Vescovi
- Martín de la Casas, O.F.M. † (20 novembre 1424 - 14 dicembre 1433 nominato vescovo di Malaga)

### Vescovi titolari
- Aloysius Ferdinandus Zichem, C.SS.R. † (2 ottobre 1969 - 30 agosto 1971 nominato vescovo di Paramaribo)
- Plácido Rodríguez, C.M.F. (18 ottobre 1983 - 5 aprile 1994 nominato vescovo di Lubbock)
- George Vance Murry, S.I. † (24 gennaio 1995 - 5 maggio 1998 nominato vescovo di Saint Thomas)
- Luis Quinteiro Fiuza (23 aprile 1999 - 3 agosto 2002 nominato vescovo di Orense)
- Prudencio Padilla Andaya, C.I.C.M. (16 aprile 2003 - 8 dicembre 2024 nominato vescovo di Cabanatuan)